# Gordon Van Gelder

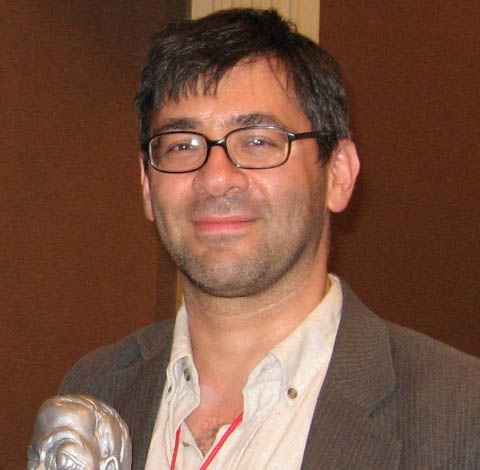
Van Gelder in 2007

Gordon Van Gelder (1966) is een Amerikaanse sciencefictionredacteur. Hij is zowel redacteur als uitgever van het tijdschrift The Magazine of Fantasy & Science Fiction (F&SF). 
Van Gelder begon te werken als redactiemedewerker bij St. Martin's Press in 1988. In januari 1997, toen  Kristine Kathryn Rusch vertrok, werd hij redacteur van F&SF. Hij bleef werken bij St. Martin's tot oktober 2000, toen hij het tijdschrift kocht van Edward L. Ferman en zijn uitgever werd. 
Tijdens zijn redacteurschap overtrof F&SF Amazing Stories in totaal aantal gepubliceerde nummers. Alleen Analog Science Fiction and Fact bracht meer nummers uit. Van Gelder verving de jaarlijkse Best of F&SF die Ferman uitgaf door thema-bloemlezingen met eerder in het tijdschrift geplaatste verhalen.
Van Gelder geeft F&SF uit via zijn eigen uitgeverij, Spilogale Inc., de wetenschappelijke naam van een geslacht van stinkdieren. Hij verplaatste het redacteurskantoor van New York naar Hoboken, New Jersey.
Nadat Asimov's Science Fiction veertien jaar achtereen de Locus Award voor beste tijdschrift won, sleepte F&SF onder Van Gelder deze prijs in 2002, 2003 en 2004 in de wacht.